# Jorge de Espira
Georg Hohermut von Speyer, (anomenat Hochermuth pel seu company Felipe de Utre) i Jorge d'Espira, Despira o de Spira (en castellà Espira), Sacre Imperi Romanogermànic, 1500 - Santa Ana de Coro de la Província de Veneçuela, Imperi espanyol, 11 de juny de 1540) va ser un conqueridor alemany del segle xvi. Va estar als territoris de les actuals Veneçuela i Colòmbia.

## Biografia

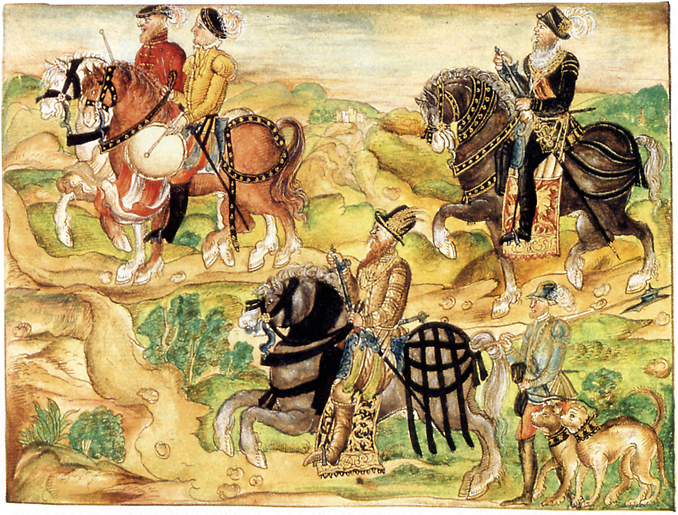
Inspecció de l'Armada Welser per Jorge d'Espira (dreta) i Felipe de Utre (centre) a Sanlúcar de Barrameda.

Georg von Speyer o Jorge Spira a l'any 1534 estava entre els cercadors de fortuna sol·licitats per la Família Welser d'Augsburg per colonitzar la província de Veneçuela. Va ser posat al capdavant d'un grup de colonitzadors que va desembarcar a Santa Ana de Coro en 1535. Espira es va convertir en el governador de la concessió Welser a Amèrica a causa que el primer governador, Ambrosio Alfinger, havia mort en 1533.
Entre 1535 i 1538 va viatjar sud-occident de Veneçuela i el nord-est de Colòmbia en la recerca de El Dorado en companyia de Nicolás Federmann i Felipe de Utre. La seva primera expedició a la recerca d'El Dorado es va deure a la persuasió de Federmann, qui havia estat a l'àrea amb anterioritat.
Partint de Santa Ana de Coro va arribar al poble de Riohacha, actual Colòmbia, i van seguir pel flanc oriental de la serra de Perijá. A través de les rutes existents del comerç de la sal i creuant els Andes, van penetrar al territori dels chibchas. Finalment, va tornar amb vuitanta expedicionaris sense trobar or. Va morir de febre a Santa Ana de Coro a l'any 1540.